# 3492 Petra-Pepi
3492 Petra-Pepi là một tiểu hành tinh vành đai chính với chu kỳ quỹ đạo là 1544.0253745 ngày (4.23 năm).
Nó được phát hiện ngày 16 tháng 2 năm 1985.